# Komitadji

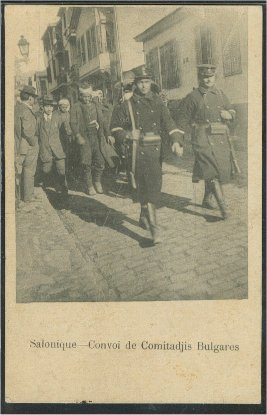
Um comboio de Komitadjis búlgaros capturado em Salonica.

Komitadji, Comitadjis ou Komitas (Búlgaro, Macedônio, Sérvio: Комити, Romeno: Comitagiu, Grego: Κομιτατζής, plural: Κομιτατζήδες, Turco: Komitacı, Albanês: Komit) significa em turco "membros do comitê". Refere-se a membros de bandos rebeldes (chetas) que operavam nos Balcãs durante o período final do Império Otomano. Eles lutaram contra as autoridades turcas e foram apoiados pelos governos dos estados vizinhos, especialmente da Bulgária.
Komitadji foi utilizado em primeiro lugar para descrever os membros do Comitê Central Búlgaro Revolucionário durante a revolta de abril em 1876. O termo é frequentemente utilizado para referir-se mais tarde para grupos de rebeldes associados com os Comitês Revolucionários Búlgaros-Macedônios e o Supremo Comitê Macedônio, chamados pelos turcos simplesmente de Comitês búlgaros.
Durante o período entre guerras na Grécia e na Iugoslávia, o termo foi usado para se referir aos bandos organizados pela Organização Revolucionária Interna Macedônica Pró-Búlgara e a Organização Revolucionária Interna Trácia, que operava em Vardar, na costa egeia da Macedônia e na Trácia Ocidental. Na Romênia do entre guerras, o termo foi usado para se referir aos bandos organizados pela Organização Revolucionária Interna Dobrujiana Pró-Búlgara, que atacaram os postos avançados romenos e os colonos aromanianos no sul da Dobruja. Durante a Segunda Guerra Mundial este nome foi usado para designar os membros do Ohrana pró-búlgaro ativos no norte da Grécia.

## Outros usos
O termo é usado hoje pelos torcedores do time de futebol FK Vardar.
Komitadji era o nome dado a uma nave espacial de guerra do Império Pax baseado na Terra, no livro de ficção científica Angelmass (TOR Books, 2001) de Timothy Zahn.